# Artemisia triniana
Artemisia triniana là một loài thực vật có hoa trong họ Cúc. Loài này được Besser mô tả khoa học đầu tiên năm 1834.